# Владиславовский уезд
Владиславовский уезд — административная единица в составе Сувалкской губернии Варшавского генерал-губернаторства (Привислинского края) Российской империи. Центр — город Владиславов.

## История
Владиславовский уезд был образован в 1867 году в составе Сувалкской губернии.
В 1919 году Владиславовский уезд отошёл к Литве и был упразднён.

## Население
По данным переписи 1897 года в уезде проживало 67,3 тыс. чел. В том числе литовцы — 82,8 %; евреи — 7,4 %; немцы — 7,1 %; поляки — 1,3 %. В уездном городе Владиславове проживало 4595 чел., в заштатном (безуездном) городе Шаки — 2211 чел.

## Административное деление
В 1913 году в уезде было 11 гмин: Благословенство, Гелгудышки, Гришкабуда (центр — д. Блювишки), Доброволя (центр — усадьба Станислава), Зыпле (центр — д. Лукше), Кидуле, Лестнитство (центр — д. Пустельники), Святошин (центр — д. Курки), Сынтовты, Томашбуда (центр — д. Янки), Шилгале (центр — д. Юшкакайме).